# ॠ
ॠ is een teken uit het Devanagari schrift. Het teken is kunstmatig en vertegenwoordigt een lettergreepmedeklinker-klank (weergegeven in IAST als ṝ Ṝ), die gezien kan worden als het lange klinkerequivalent (dīrgha) van het letterteken ऋ (IAST:ṛ Ṛ). Deze letter bestaat voornamelijk om de symmetrie van het schriftsysteem te behouden; bij iedere korte klinker vorm hoort ook een lange variant. Het teken wordt behalve in sommige technische teksten van grammatica-experts in geen enkel woord gebruikt.

## Codering

### Unicode
In Unicode vindt men de ॠ onder het codepunt U+0960 (hex). Het teken werd in 1993 aan de Unicode 1.1-standaard toegevoegd.

### HTML
In HTML kan men in hex de volgende code gebruiken: &#x0960;.